# Eschach (Füssen)
Eschach ist ein Stadtteil von Füssen und eine Gemarkung im bayerischen Landkreis Ostallgäu im Regierungsbezirk Schwaben.

## Geographie
Das Dorf liegt etwa eineinhalb Kilometer nördlich von Füssen und ist über die Staatsstraße 2008 zu erreichen.
Auf der Gemarkung liegen die Füssener Gemeindeteile Eschach, Erkenbollingen, Fischerbichl, Häusern und Heidelsbuch.

## Geschichte
Der Ortsname bedeutet „Am Eschenwald“.
Am 1. April 1971 wurde die Gemeinde Eschach nach Hopfen am See eingemeindet, das dann bei der Gebietsreform 1978 in die Stadt Füssen eingegliedert wurde. Die Gemeinde Eschach bestand 1961 aus den Gemeindeteilen Eschach, Erkenbollingen, Fischerbichl, Häusern und Heidelsbuch und hatte 192 Einwohner, 68 davon im Dorf Eschach. Im Jahr 1964 betrug die Gemeindefläche 808,98 Hektar.

## Baudenkmäler
Die Kapelle St. Leonhard wurde 1755 über einem älteren Kern erneuert.

## Persönlichkeiten
- Alfred Köpf (1928–2024), Unternehmer und Lokalpolitiker, geboren in Eschach